# Eriospermum zeyheri
Eriospermum zeyheri är en sparrisväxtart som beskrevs av Robert Allen Dyer. Eriospermum zeyheri ingår i släktet Eriospermum och familjen sparrisväxter. Inga underarter finns listade i Catalogue of Life.